# Marco Tagbajumi
Marco Tagbajumi (Port Harcourt, Nigeria, 1 de julio de 1988) es un futbolista nigeriano. Juega de delantero y actualmente no milita en ningún equipo.

## Clubes
| Club                    | País           | Año       | PJ | Goles |
| ----------------------- | -------------- | --------- | -- | ----- |
| Kingsbury London Tigers | Inglaterra     | 2008-2009 | 10 | 13    |
| AD Camacha              | Portugal       | 2009-2011 | 32 | 3     |
| Akritas Chlorakas       | Chipre         | 2011-2012 | 24 | 5     |
| APEP FC                 | Chipre         | 2012-2013 | 22 | 12    |
| Ermis Aradippou         | Chipre         | 2013-2014 | 32 | 18    |
| AEL Limassol FC         | Chipre         | 2014-2015 | 24 | 8     |
| Strømsgodset IF         | Noruega        | 2015      | 10 | 4     |
| Nakhon Ratchasima FC    | Tailandia      | 2016      | 29 | 9     |
| Strømsgodset IF         | Noruega        | 2017-2018 | 13 | 3     |
| Lillestrøm              | Noruega        | 2017      | 12 | 0     |
| Dundalk FC              | Irlanda        | 2018      | 16 | 2     |
| Bodø/Glimt              | Noruega        | 2018      | 4  | 0     |
| Najran SC               | Arabia Saudita | 2019      | 0  | 0     |
| Notodden FK             | Noruega        | 2019-2020 | 10 | 3     |